# کمیته المپیک فنلاند
کمیته المپیک فنلاند (فنلاندی: Suomen Olympiakomitea) یک سازمان ورزشی است که نماینده کشور فنلاند در کمیته بین‌المللی المپیک می‌باشد.
این سازمان که در سال ۱۹۰۷ تأسیس شده مسئول آماده‌سازی و اعزام ورزشکاران به بازی‌های المپیک، بازی‌های المپیک جوانان و بازی‌های اروپایی است.